# Forlì repülőtér
A Forlì repülőtér olasz nyelven: Aeroporto di Forlì "Luigi Ridolfi") (IATA: FRL, ICAO: LIPK) Olaszország egyik nemzetközi repülőtere. Emilia-Romagna régióban fekszik, Forlì városától 4 kilométerre.

## Légitársaságok és úticélok 2012 májusában
- Wizz Air (Bukarest, Kolozsvár, Szófia, Temesvár)

## Forgalom
Az utasforgalom az elmúlt években az alábbi módon változott:
| Utasok száma | 1167 | 72 100 | 351 369 | 810 359 | 618 521 | 778 871 | 640 866 | 346 325 | 39 885 | 94 610 |
|              | 1999 | 2001   | 2003    | 2004    | 2006    | 2008    | 2010    | 2011    | 2013   | 2022   |

## Fordítás
- Ez a szócikk részben vagy egészben  az   Aeroporto di Forlì című olasz Wikipédia-szócikk fordításán alapul.  Az eredeti cikk szerkesztőit annak laptörténete sorolja fel. Ez a jelzés csupán a megfogalmazás eredetét és a szerzői jogokat jelzi, nem szolgál a cikkben szereplő információk forrásmegjelöléseként.